# Phoradendron granvillei
Phoradendron granvillei är en sandelträdsväxtart som beskrevs av Kuijt. Phoradendron granvillei ingår i släktet Phoradendron och familjen sandelträdsväxter. Inga underarter finns listade i Catalogue of Life.